# Ninja Warrior

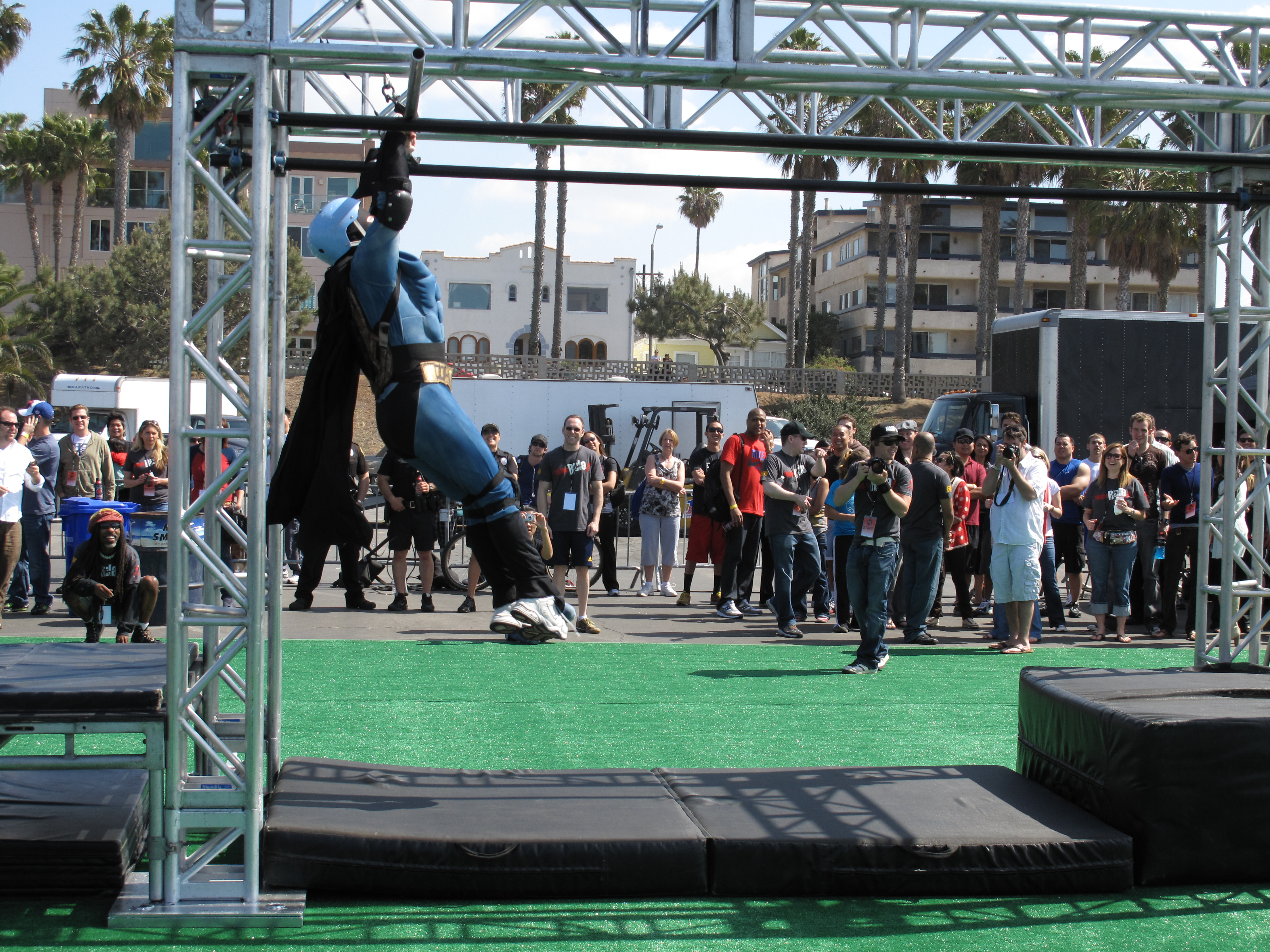
Ninja Warrior am Monkey Bar Rig

Ninja Warrior ist eine in Japan unter dem Namen Sasuke produzierte Wettkampfshow. Das Ziel der Show ist es, vier Hindernis-Parcours (auch Stages genannt) erfolgreich zu absolvieren; dafür bedarf es sowohl Kraft, Ausdauer als auch Körperbeherrschung. Unter den Kandidaten sind neben Hobbysportlern auch viele Profiathleten zu finden, wobei es jedem Kandidaten freisteht, beliebig oft an der Sendung teilzunehmen.
Einige der Kandidaten machen nur aus Spaß mit und kommen mit komischen Kleidern an die Stage, um gute Laune zu verbreiten, während sie der Einzug in Stage 2 wenig interessiert.
Der Privatsender RTL strahlt seit dem 9. Juli 2016 eine deutsche Adaption unter dem Namen Ninja Warrior Germany aus. Moderiert wird die Sendung von Laura Wontorra, als Kommentatoren fungieren Frank Buschmann und Jan Köppen.

## Ausstrahlung

### Japan
In Japan werden pro Jahr zwei etwa dreistündige Sasuke-Sendungen produziert und dann am Stück ausgestrahlt, d. h., bis auch der letzte verbliebene Kandidat ausgeschieden oder die letzte Stage absolviert ist.
Seit 1997 sind bis dato (2017) 33 Staffeln produziert worden.

### International
In Deutschland, wie auch den übrigen Ländern wie Frankreich, Österreich, Großbritannien, Italien und den Vereinigten Staaten, läuft die Sendung unter dem Namen Ninja Warrior. Für die internationale Ausstrahlung der japanischen Folgen wird eine Originalsendung in viele kürzere Sendungen (ca. 20 Minuten ohne Werbung) unterteilt. Somit kann die Sendung von Montag bis Freitag ausgestrahlt werden. So auch zunächst in Deutschland, wo die Sendung vom Privatfernsehsender RTL II vom 7. Januar 2009 bis zum 27. Februar 2009 von Montag bis Freitag um 16:05 Uhr ausgestrahlt wurde. Das japanische Bildmaterial wurde von David Gromer und Norman Cöster kommentiert. Sie redeten dabei mit sehr hoher Geschwindigkeit, wobei die Kommentare humoristisch, meist belanglos, ausgelegt waren und oftmals vom eigentlichen Geschehen in der Sendung abschweiften. Seit 2016 produziert RTL unter dem Titel Ninja Warrior Germany eine eigene Version der Serie am Samstagabend. Im Jahr 2017 wurde die Reihe wegen eines Terminkonflikts mit Das Supertalent vorübergehend sonntags ausgestrahlt.
Von 24. Oktober bis 2. Dezember 2017 strahlte der österreichische Privatsender Puls 4 einen Ableger unter dem Namen Ninja Warrior Austria aus, moderiert wurde dieser von Dori Bauer und kommentiert von Mario Hochgerner und Florian Knöchl. Niemandem gelang es, alle Stages zu meistern und das Preisgeld von 44.444 Euro zu gewinnen. Auch in der 2021 ausgestrahlten 2. Staffel erreichte kein Teilnehmer die letzte Prüfung, den sogenannten Mount Midoryiama.

## Regeln
Pro Sendung müssen jeweils 100 Kandidaten einzeln nacheinander den ersten Hindernisparcours durchqueren. Diejenigen, denen dies gelingt, treten anschließend wieder einzeln nacheinander zum zweiten Parcours an usw. Ein Kandidat scheidet aus, wenn er das z. T. unter den Hindernissen befindliche Wasser berührt (Stage 1–3), oder wenn es ihm nicht gelingt, einen Parcours in der vorgegebenen Zeit (Stage 1, 2 und 4; Stage 3 hat keine Zeitvorgabe) zu absolvieren. Die Uhr stoppt dabei nicht automatisch, sondern erst, wenn der Kandidat am Ende des Parcours per Knopfdruck die Uhr anhält. Schafft ein Kandidat es nicht, einen Parcours entsprechend zu absolvieren, kann er erst in der nächsten Sendung wieder mitmachen; dabei bleibt es den Kandidaten überlassen, ob und ggf. wie oft sie wieder an der Sendung teilnehmen. Scheidet ein Kandidat aus und entschließt sich in einer späteren Sendung erneut anzutreten, so muss er stets wieder mit Stage 1 beginnen und hat nicht die Möglichkeit, bei der Stage zu beginnen, an der er zuvor gescheitert ist.

## Teilnehmer
Japanische Teilnehmer:
Einer der beliebtesten japanischen Teilnehmer ist unter anderem Shunsuke Nagasaki, der bei seiner ersten Teilnahme 17 Jahre alt war. Er wird in Japan auch der Prinz des Trampolins genannt, weil er schon mehrere Weltcups gewonnen hat. In der am 25. Februar 2009 bei RTL 2 ausgestrahlten Folge schaffte er es zum ersten Mal in die Stage 4.
Ein weiterer erfolgreicher Trampolinspringer, der schon mehrfach an der Sendung teilnahm, ist Daisuke Nakata. Sein Spitzname ist König des Trampolins, weil er schon an den Olympischen Spielen teilgenommen hat. Er war bereits mehrere Male in Stage 3, schaffte es jedoch nie bis in die letzte, die vierte Stage.
Kazuhiko Akiyama ist 36 Jahre alt, kommt aus Tokoro und war der Erste, der es schaffte, Ninja Warrior zu werden, daher auch sein Spitzname Mr. Ninja Warrior. Nachdem ihm dieser Erfolg gelungen war, gelang es ihm jedoch lange Zeit nicht einmal mehr, die erste Stage zu meistern, bis er es in der zehnten Sendung erneut schaffte, in die dritte Stage zu kommen. Von den deutschen Kommentatoren wird er oft auch Katzi genannt.
Makoto Nagano ist ein 36 Jahre alter Fischer aus Kagoshima. Er hält einen Ninja-Warrior-Rekord, weil er fünfmal (Sasuke 11, 12, 13, 17, 23) bis zur finalen Stage kam und es in der 17. Sendung endlich schaffte, Ninja Warrior zu werden. Sein Debüt bei Ninja Warrior gab er in der 7. Sendung. Er wird auch Ninja Warrior der Herzen genannt, weil er fast jedes Mal die ersten beiden Stages ohne Probleme schaffte. In Deutschland gelang es ihm am 25. Februar 2009 zum ersten Mal, alle vier Stages zu meistern und sich Ninja Warrior nennen zu dürfen. 2008 wurde er mit „Ninja Warrior Legend“ begrüßt, da er mittlerweile der erfolgreichste Teilnehmer ist.
Naganos Resultate:
| Wettbewerb | Startposition | Hindernis                                                                               | Stage         |
| ---------- | ------------- | --------------------------------------------------------------------------------------- | ------------- |
| 7          | 87            | Scheiterte an der Wand (engl.: Warped Wall)                                             | Erste         |
| 8          | 41            | Scheiterte an der Wand (engl.: Warped Wall)                                             | Erste         |
| 9          | 61            | Scheiterte am Rohrschlitten (engl.: Pipe Slider)                                        | Dritte        |
| 10         | 999           | Scheiterte am Cargo Netz mit Sprung (engl.: Jump Hang)                                  | Erste         |
| 11         | 96            | Scheiterte am Seil (engl.: Rope Climb)                                                  | Vierte/Finale |
| 12         | 100           | Scheiterte am Seil (engl.: Rope Climb), (scheiterte um circa 0,11 Sekunden an der Zeit) | Vierte/Finale |
| 13         | 100           | Scheiterte am Seil (engl.: Rope Climb), (scheiterte um circa 1 Sekunde an der Zeit)     | Vierte/Finale |
| 14         | 100           | Scheiterte an den Sprungstangen (engl.: Jumping Bars)                                   | Dritte        |
| 15         | 100           | Scheiterte am Ketten-Karussell (engl.: Metal Spin)                                      | Zweite        |
| 16         | 100           | Scheiterte an der Teufelsschaukel (engl.: Devil's Swing)                                | Dritte        |
| 17         | 99            | Absolvierte die Finale Stage (mit 2,56 Sekunden übrig)                                  | Vierte/Finale |
| 18         | 96            | Disqualifiziert an den Shin-Fingerleisten (engl.: Shin Cliffhanger)                     | Dritte        |
| 19         | 100           | Scheiterte an der Flugrutsche (engl.: Flying Chute)                                     | Erste         |
| 20         | 2000          | Scheiterte am Abfahrtssprung (engl.: Downhill Jump)                                     | Zweite        |
| 21         | 100           | Scheiterte am Gleitring (engl.: Gliding Ring)                                           | Dritte        |
| 22         | 100           | Scheiterte am Schlitten-Sprung (engl.: Slider Jump)                                     | Erste         |
| 23         | 100           | Scheiterte am Seil (engl.: Rope Climb), (scheiterte um circa 0,21 Sekunden an der Zeit) | Vierte/Finale |
| 24         | 100           | Scheiterte am Tunnelsprung (engl.: Jumping Spider)                                      | Erste         |

US-amerikanische Teilnehmer:
Paul und Morgan Hamm sind Zwillinge, die bei Ninja Warrior mitmachen. Während es Morgan schon einmal bis zur dritten Stage schaffte, war der größte Erfolg seines Bruders der Einzug in die zweite Stage.
Levi Meeuwenberg ist der erfolgreichste ausländische Teilnehmer. In Sasuke 20 und 23 gelangen ihm seine größten Erfolge, er kam bis zum Klippenkrallen (Cliffhanger) in der 3. Stage.
Jessie Graff schaffte als erste Frau überhaupt den Parcours 1 des Finales.
Bulgarische Teilnehmer:
Jordan Jowtschew ist sechsmaliger Olympiateilnehmer (1992, 1996, 2000, 2004, 2008, 2012). Bei seinen sechs Ninja-Warrior-Teilnahmen schaffte er es dreimal bis in Stage 3 und einmal bis Stage 4, die er nicht bezwingen konnte. Der in Houston lebende 35 Jahre alte Turner gab sein Debüt in Sendung 8.

## Parcoursbeschreibung
Da es den Kandidaten freisteht, beliebig oft an der Sendung teilzunehmen, werden die Hindernisparcours von Zeit zu Zeit verändert, damit auch erfahrene Teilnehmer nicht zu sehr auf die Hindernisse vorbereitet sind.

### Stage 1
In der ersten Stage wechseln die ersten Hindernisse fast bei jeder Aufzeichnung. Die einzigen festen Bestandteile in der Stage sind die Steilwand, Tarzanliane und das Baumstammrollen.
| Turnier #               | Hindernisse       | Hindernisse    | Hindernisse    | Hindernisse        | Hindernisse              | Hindernisse              | Hindernisse  | Hindernisse      | Hindernisse  | Hindernisse  | Hindernisse  | Hindernisse  | Hindernisse | Hindernisse  | Zeitlimit |
| ----------------------- | ----------------- | -------------- | -------------- | ------------------ | ------------------------ | ------------------------ | ------------ | ---------------- | ------------ | ------------ | ------------ | ------------ | ----------- | ------------ | --------- |
| Deutsche Hindernisnamen |                   |                |                |                    |                          |                          |              |                  |              |              |              |              |             |              |           |
| 1                       | Kletterwasserfall | Schleudergang  | Schleudergang  | Abstiegswasserfall | Abstiegswasserfall       | Steilhügel               | Wackelbrücke | Baumstammrutsche | Freiklettern | Freiklettern | Freiklettern | Freiklettern | +           | Kletterwand  | 70.0      |
| 2                       | Kletterstämme     | Schleudergang  | Schleudergang  | Abstiegsstämme     | Abstiegsstämme           | Steilhügel               | Wackelbrücke | Wackelbrücke     | Freiklettern | Freiklettern | Freiklettern | Freiklettern | +           | Kletterwand  | 60.0      |
| 3                       | Kletterstämme     | Schleuderstamm | Schleuderstamm | Wackelbrücke       | Abstiegsstämme           | Abstiegsstämme           | Steilhügel   | Steilhügel       | Tarzansprung | Tarzansprung | Tarzansprung | Tarzansprung | +           | Seilklettern | 60.0      |
| 4                       | Kletterstämme     | Schleuderstamm | Schleuderstamm | Wackelbrücke       | Abstiegsstämme           | Abstiegsstämme           | Steilhügel   | Steilhügel       | Tarzansprung | Tarzansprung | Tarzansprung | Tarzansprung | +           | Seilklettern | 60.0      |
| 5                       | Kletterstämme     | Schleuderstamm | Schleuderstamm | Wackelbrücke       | Cargo-Netz mit Trampolin | Cargo-Netz mit Trampolin | Wand         | Wand             | Tarzansprung | Tarzansprung | Tarzansprung | Tarzansprung | +           | Seilklettern | 75.0      |
| 6                       | Kletterstämme     | Schleuderstamm | Schleuderstamm | Wackelbrücke       | Cargo-Netz mit Trampolin | Cargo-Netz mit Trampolin | Wand         | Wand             | Tarzansprung | Tarzansprung | Tarzansprung | Tarzansprung | +           | Seilklettern | 75.0      |
| 7                       | Kletterstämme     | Schleuderstamm | Schleuderstamm | Wackelbrücke       | Cargo-Netz mit Trampolin | Cargo-Netz mit Trampolin | Wand         | Wand             | Tarzansprung | Tarzansprung | Tarzansprung | Tarzansprung | +           | Seilklettern | 75.0      |
| 8                       | Viersprung        | Schleuderstamm | Schleuderstamm | Große Kugel        | Cargo-Netz mit Trampolin | Cargo-Netz mit Trampolin | Wand         | Wand             | Tarzansprung | Tarzansprung | Tarzansprung | Tarzansprung | +           | Seilklettern | 77.0      |
| 9                       | Viersprung        | Schleuderstamm | Schleuderstamm | Große Kugel        | Cargo-Netz mit Trampolin | Cargo-Netz mit Trampolin | Wand         | Wand             | Tarzansprung | Tarzansprung | Tarzansprung | Tarzansprung | +           | Seilklettern | 77.0      |
| 10                      | Viersprung        | Schleuderstamm | Schleuderstamm | Tanzbrücke         | Cargo-Netz mit Trampolin | Cargo-Netz mit Trampolin | Wand         | Wand             | Tarzanseile  | Tarzanseile  | Tarzanseile  | Tarzanseile  | +           | Seilklettern | 80.0      |
| 11                      | Viersprung        | Schleuderstamm | Schleuderstamm | Balancebrücke      | Cargo-Netz mit Trampolin | Cargo-Netz mit Trampolin | Wand         | Wand             | Tarzanseile  | Tarzanseile  | Tarzanseile  | Tarzanseile  | +           | Seilklettern | 85.0      |
| 12                      | Bergübergang      | Schleuderstamm | Schleuderstamm | Balken-Brücke      | Cargo-Netz mit Trampolin | Cargo-Netz mit Trampolin | Wand         | Wand             | Tarzanseile  | Tarzanseile  | Tarzanseile  | Tarzanseile  | +           | Seilklettern | 85.0      |

### Stage 2
In Stage 2 ist die Reihenfolge der Hindernisse:
| Turnier # | Hindernisse der 2. Stage | Hindernisse der 2. Stage | Hindernisse der 2. Stage | Hindernisse der 2. Stage | Hindernisse der 2. Stage | Hindernisse der 2. Stage | Hindernisse der 2. Stage | Zeitlimit |
| --------- | ------------------------ | ------------------------ | ------------------------ | ------------------------ | ------------------------ | ------------------------ | ------------------------ | --------- |
| 1         | Spinnenschacht           | Spinnenschacht           | Spinnenschacht           | Spinnenschacht           | Schwingende Hämmer       | Todesschacht             | Türenstemmen             | 50.0      |
| 2         | Spider Walk              | Spider Walk              | Spider Walk              | Spider Walk              | Dodging Hammer           | Reverse Conveyor         | Wall Lifting             | 50.0      |
| 3         | Spider Walk              | Spider Walk              | Spider Walk              | Spider Walk              | Dodging Hammer           | Reverse Conveyor         | Wall Lifting             | 50.0      |
| 4         | Spider Walk              | Spider Walk              | Spider Walk              | Spider Walk              | Dodging Hammer           | Reverse Conveyor         | Wall Lifting             | 50.0      |
| 5         | Tackle Attacke           | Spider Walk              | Spider Walk              | Spider Walk              | Dodging Hammer           | Reverse Conveyor         | Wall Lifting             | 50.0      |
| 6         | Klippenweg               | Spider Walk              | Spider Walk              | Spider Walk              | Dodging Hammer           | Reverse Conveyor         | Wall Lifting             | 50.0      |
| 7         | Kettenreaktion           | Kletterwand              | Spider Walk              | Spider Walk              | Dodging Hammer           | Reverse Conveyor         | Wall Lifting             | 90.0      |
| 8         | Chain Reaction           | Brick Climb              | Spider Walk              | Spider Walk              | Dodging Hammer           | Reverse Conveyor         | Wall Lifting             | 100.0     |
| 9         | Chain Reaction           | Brick Climb              | Spider Walk              | Spider Walk              | Dodging Hammer           | Reverse Conveyor         | Wall Lifting             | 80.0      |
| 10        | Chain Reaction           | Brick Climb              | Spider Walk              | Spider Walk              | Balancierfass            | Reverse Conveyor         | Wall Lifting             | 85.0      |
| 11        | Chain Reaction           | Brick Climb              | Spider Walk              | Spider Walk              | Balance Tank             | Reverse Conveyor         | Wall Lifting             | 80.0      |
| 12        | Chain Reaction           | Brick Climb              | Spider Walk              | Spider Walk              | Balance Tank             | Reverse Conveyor         | Wall Lifting             | 70.0      |
| 13        | Chain Reaction           | Brick Climb              | Spider Walk              | Spider Walk              | Balance Tank             | Reverse Conveyor         | Wall Lifting             | 70.0      |
| 14        | Chain Reaction           | Brick Climb              | Spider Walk              | Spider Walk              | Balance Tank             | Metallkarussell          | Wall Lifting             | 67.0      |
| 15        | Chain Reaction           | Brick Climb              | Spider Walk              | Spider Walk              | Balance Tank             | Metal Spin               | Wall Lifting             | 65.0      |
| 16        | Chain Reaction           | Brick Climb              | Spider Walk              | Spider Walk              | Griffhang                | Metal Spin               | Wall Lifting             | 66.0      |
| 17        | Chain Reaction           | Brick Climb              | Spider Walk              | Spider Walk              | Balance Tank             | Metal Spin               | Wall Lifting             | 65.0      |
| 18        | Schanzensprung           | Lachsleiter              | +                        | Stangenrutschen          | Netzbrücke               | Metal Spin               | Schultergang             | 95.0      |
| 19        | Downhill Jump            | Salmon Ladder            | +                        | Stick Slider             | ???^                     | Metal Spin               | Wall Lifting             | 80.0      |
| 20        | Downhill Jump            | Salmon Ladder            | +                        | Stick Slider             | Schwingende Leiter       | Metal Spin               | Wall Lifting             | 90.0      |
| 21        | Downhill Jump            | Salmon Ladder            | +                        | Stick Slider             | Swing Ladder             | Metal Spin               | Wall Lifting             | 80.0      |
| 22        | Downhill Jump            | Salmon Ladder            | +                        | Stick Slider             | Swing Ladder             | Metal Spin               | Wall Lifting             | 80.0      |
| 23        | Downhill Jump            | Salmon Ladder            | +                        | Stick Slider             | Unstabile Brücke         | Metal Spin               | Wall Lifting             | 70.0      |
| 24        | Downhill Jump            | Salmon Ladder            | +                        | Stick Slider             | Unstable Bridge          | Metal Spin               | Wall Lifting             | 85.0      |

^: Laut offiziellen Berichten hieß das Hindernis Sky Walk, da jedoch niemand in diesem Wettbewerb so weit kam, hat man es nie gesehen.

### Stage 3
Das erste Hindernis ist das Ringeschwingen, das nächste die Körperbrücke. Nachdem dieses absolviert ist, muss der Teilnehmer das Vorhanggrapschen überwinden. Anschließend kommt das Klippenkrallen, danach das Stangenspringen, im Anschluss daran das Leiterhangeln und danach die Teufelsschaukel. Zum Abschluss gibt es noch das Stangenschwingen, ein Sprung ins Ziel beendet die Stage 3. In der dritten Stage gibt es keine Zeitvorgabe.

### Stage 4
Die 4. Stage (auch Final-Stage genannt) ändert sich erst, nachdem ein Teilnehmer diese in der vorgegebenen Zeit absolviert hat. Dabei bleibt die 4. Stage im Wesentlichen jedoch immer ein hoher Turm, den es auf verschiedene Weisen zu erklimmen gilt.
Sasuke 1–4:
- Zeitlimit: 30 Sekunden
- „Final rope“ (15 m langes Seil)

Sasuke 5–17:
- Zeitlimit: 30 Sekunden
- „Spider climb“ (12,5 m) + „final rope“ (10 m langes Seil)

Sasuke 18–23:
- Zeitlimit: 45 Sekunden (ab Sasuke 23 nur noch 40 Sekunden)
- „Heavenly ladder“ (13 m lange Strickleiter) + „final rope“ (10 m langes Seil)

## Women of Ninja Warrior (jap.: Kunoichi)
Da es kaum Frauen gibt, die jemals die 1. Stage schafften, ging ab dem 22. Dezember 2001 „Women of Ninja Warrior“ (jap.: „Kunoichi“) auf Sendung. Hierbei konnten nur Frauen teilnehmen. Bis 2009 fand Kunoichi achtmal statt, mit einer eineinhalbjährigen Pause 2008.

### Teilnehmer
- Ayako Miyake ist die erfolgreichste Teilnehmerin. Da sie dreimal die letzte Stage schaffte, bekam sie den Spitznamen „Queen of Kunoichi“. Sie ist Tänzerin im Muscle-Musical und ab 2007 beendete sie ihre Kunoichi-Karriere, um sich ganz dem Tanzen zu widmen.

Erfolge:
- Kunoichi 4: Beendete die 4. Stage
- Kunoichi 5: Beendete die 4. Stage
- Kunoichi 6: Beendete die 4. Stage
- Kunoichi 7: Scheiterte an den Schwingenden Stämmen in der 2. Stage
- Kunoichi 8: Nahm nicht teil

- Rie Komiya nahm ebenfalls bei Kunoichi teil und verfehlte im 5. Wettbewerb den Buzzer (den Zeitstopper am Ende jeder Stage) der letzten Stage nur knapp. Im Jahr 2009 nahm sie auch an Ninja Warrior teil

Erfolge:
- Kunoichi 4: Scheiterte an der Domino Brücke (engl.: domino hill) in der 3. Stage
- Kunoichi 5: Scheiterte am Stangen Klettern (engl.: pole climb) in der 4. Stage
- Kunoichi 6: Scheiterte früh in der 1. Stage
- Kunoichi 7: Scheiterte an der Affenleiter (engl.: monkey bars) in der 2. Stage
- Kunoichi 8: Beendete die 4. Stage

- Sasuke 22: Scheiterte am Spinnensprung (engl.: jumping spider) in der ersten Stage
- Sasuke 23: Scheiterte an der Half-pipe-Attacke (engl.: half-pipe attack) in der ersten Stage
- Sasuke 24: Scheiterte am Baumstammgreifen (engl.: Log Grip) in der ersten Stage

### Parcoursbeschreibung

#### Stage 1
In der Stage 1 geht es um Schnelligkeit. Es geht darum den Parcours innerhalb einer vorgegebenen Zeit zu absolvieren.

#### Stage 2
In der 2. Stage sind viele Sprunghindernisse enthalten, aber auch Geschicklichkeits- und Balancehindernisse.

#### Stage 3
Die Stage 3 hat kein Zeitlimit, fast alle Hindernisse prüfen die Balance.

#### Stage 4
Die Final Stage ist seit Kunoichi 3 derselbe Turm wie er auch in Sasuke (Ninja Warrior) genutzt wird. Zu den Hindernissen gibt es keine deutsche Übersetzung. Im Gegensatz zu Ninja Warrior wird die letzte Stage nicht geändert, sobald eine Teilnehmerin sie schafft.
Kunoichi 1–2 (kein Zeitlimit)

Balance Walk (10 m)
Kunoichi 3–5 (Zeitlimit: 35 Sek.)

Ladder Climb (10 m) + Skyway Pole (5 m)
Kunoichi 6 (Zeitlimit: 30 Sek.)

Wall Climb (10 m) + Skyway Pole (5 m)
Kunoichi 7 (Zeitlimit nicht bekannt, da niemand diese letzte Stage erreichte)

Net Climb (?? m) + Skyway Pole (?? m)
Kunoichi 8 (Zeitlimit: 60 Sek.)

Survival Climb (15 m)

Der Survival Climb besteht aus einer Leiter (9 m) und einer Kletterwand (6 m).